# 関八州見晴台

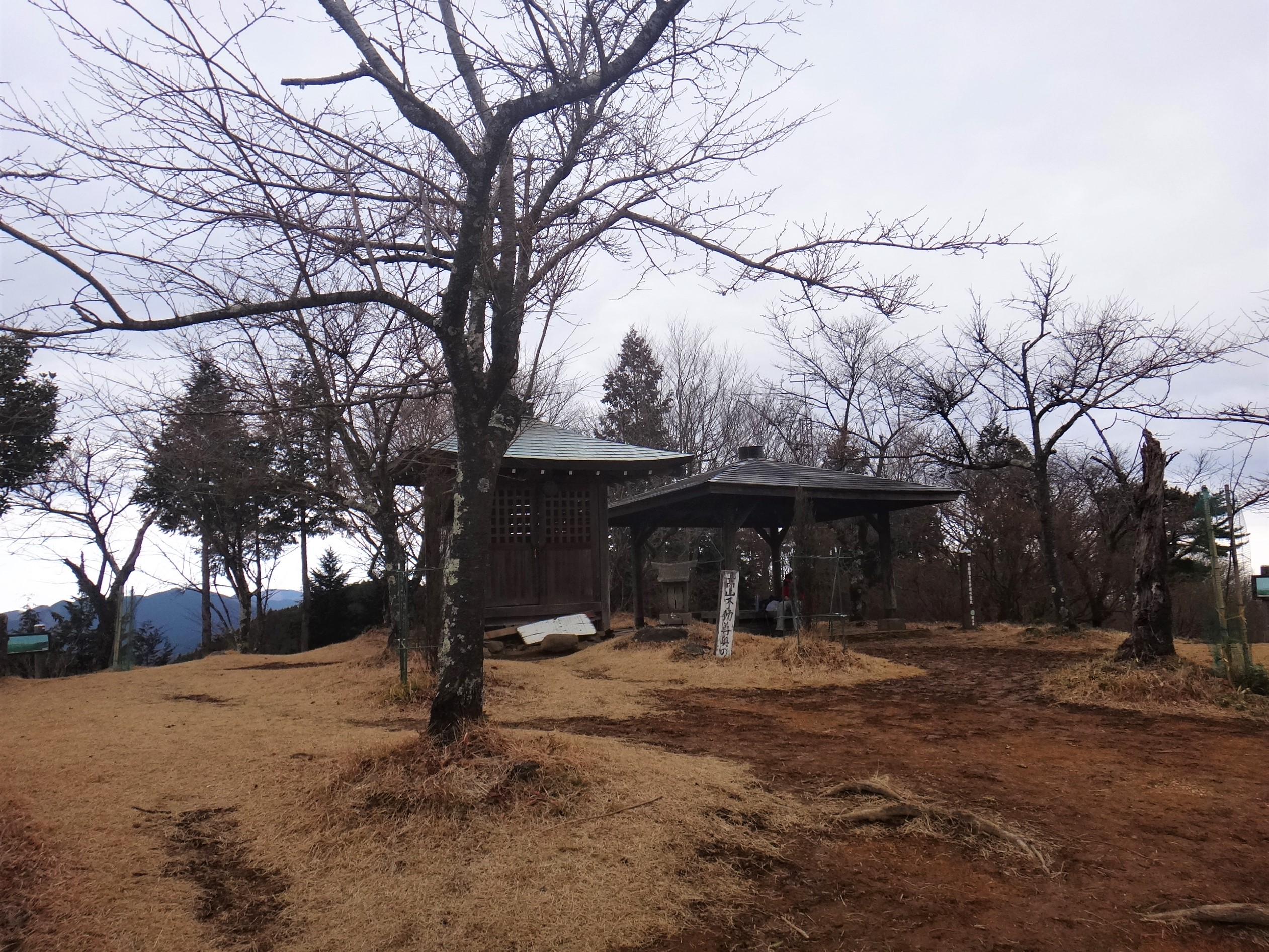
関八州見晴台の東屋

関八州見晴台（かんはっしゅうみはらしだい）は、埼玉県飯能市と入間郡越生町の境界をなす尾根筋の高台にある展望台。

## 概要
秩父山地の東部の尾根にあり、標高は771.1 m。名称の由来は、安房、上野、下野、相模、武蔵、上総、下総、常陸の関八州が見晴らせることに因む。
東は山地東端部の低山を前景に関東平野が見渡せる。空気の澄んだ日の南東微東には東京都心の高層ビル群も見える。

## 画像解説

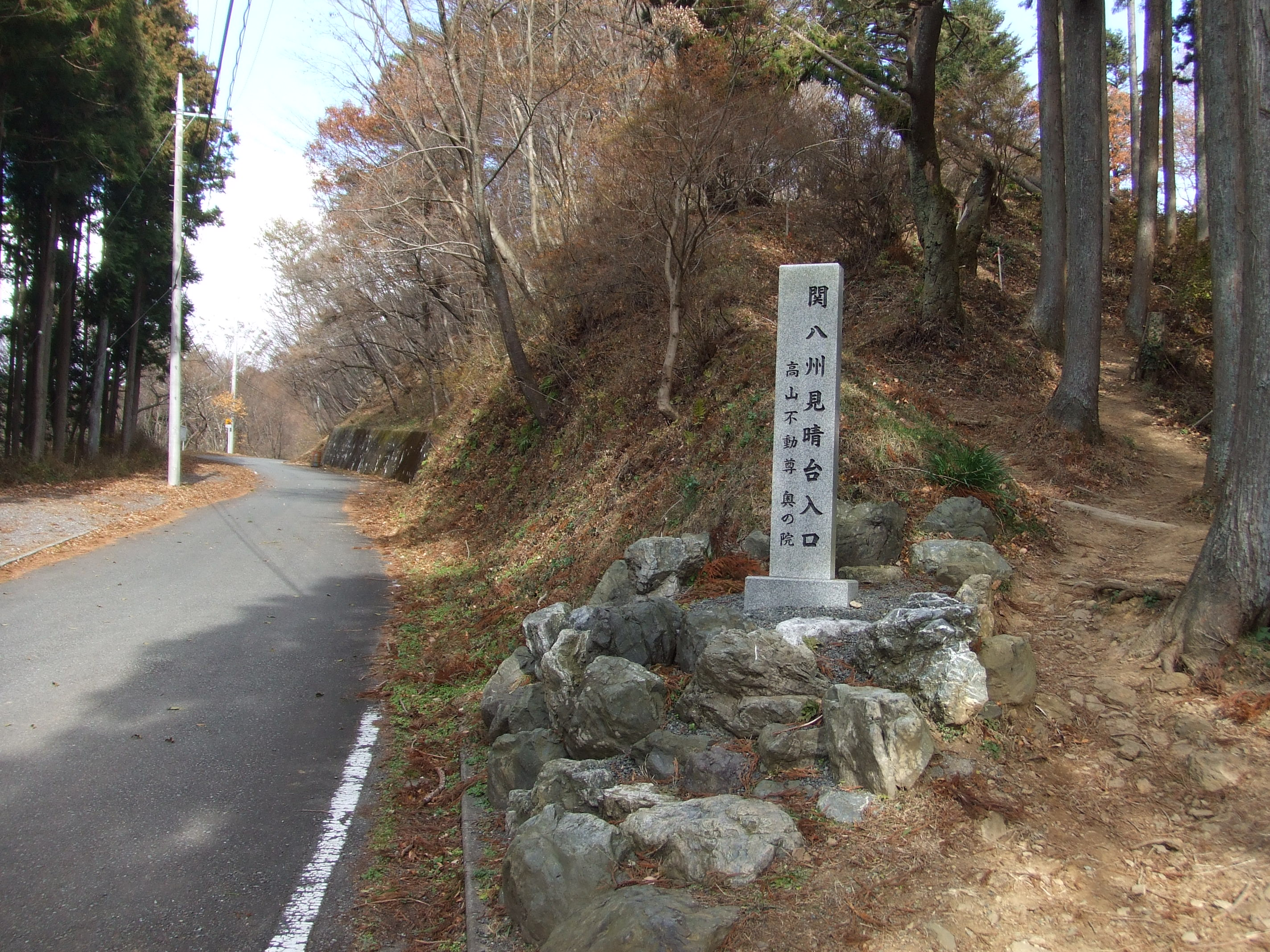
奥武蔵グリーンライン沿いの入口
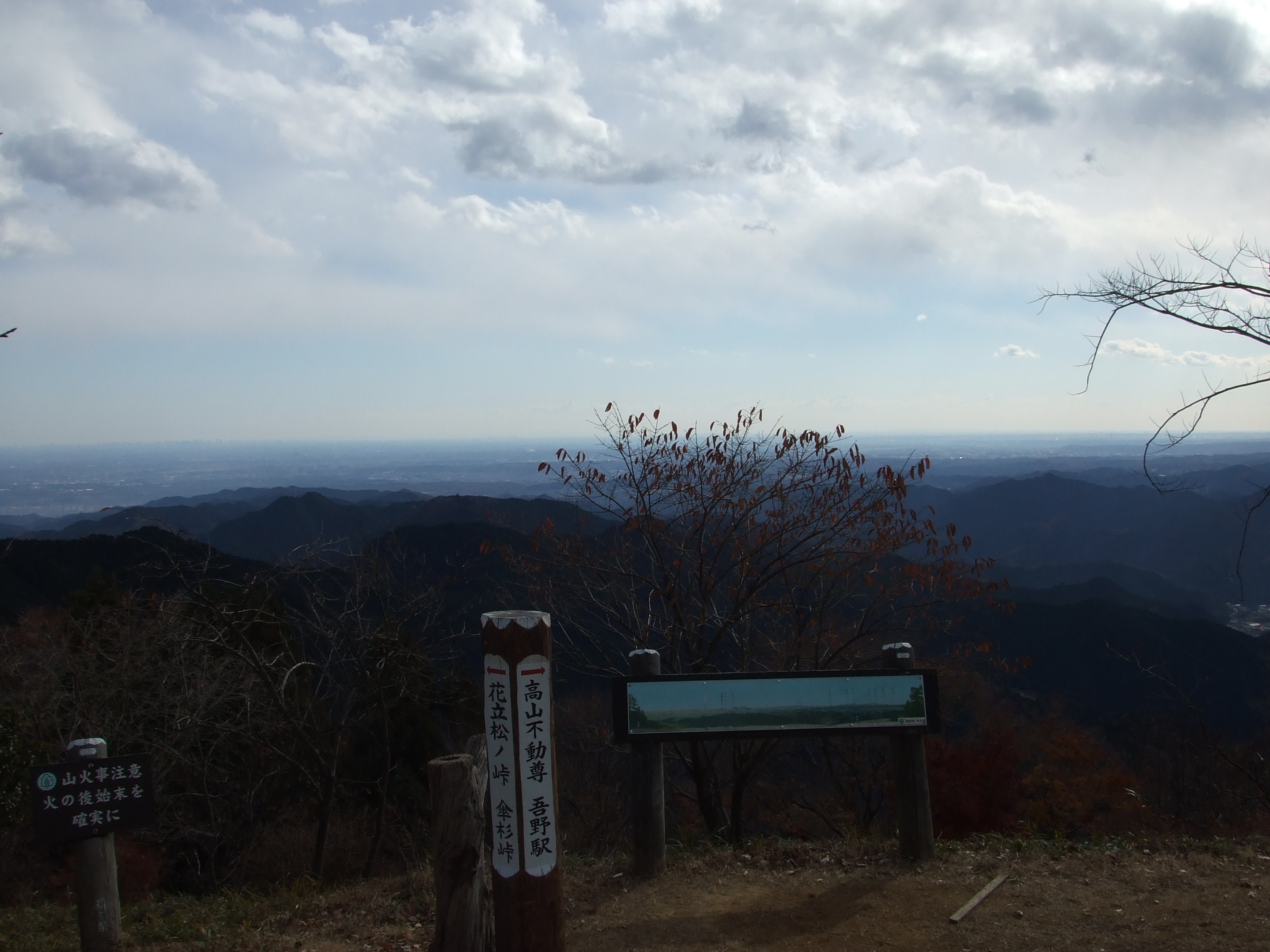
南東の眺望 左に都心の高層ビル群が薄く見える
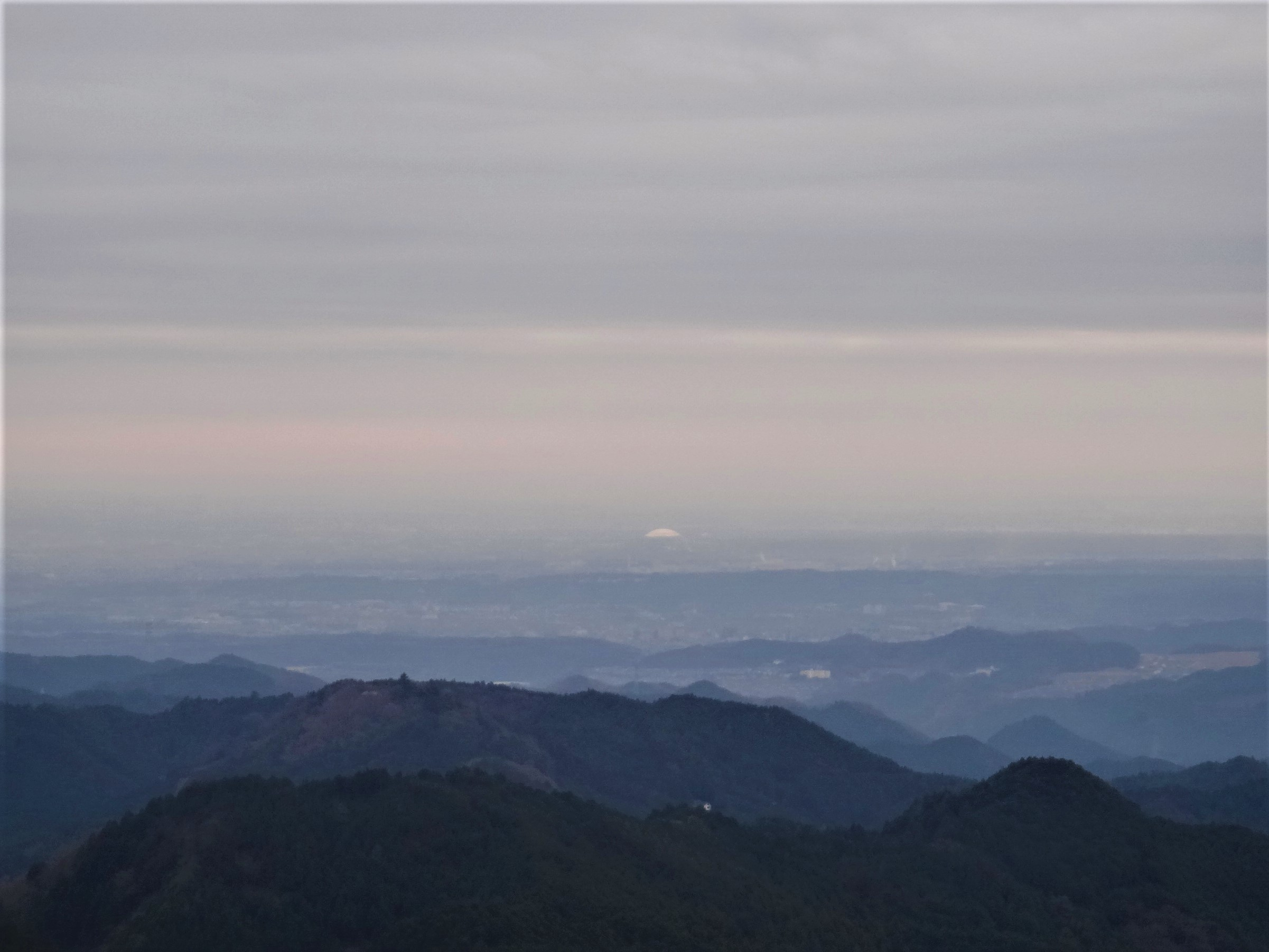
南東の眺望 中央に西武ドーム
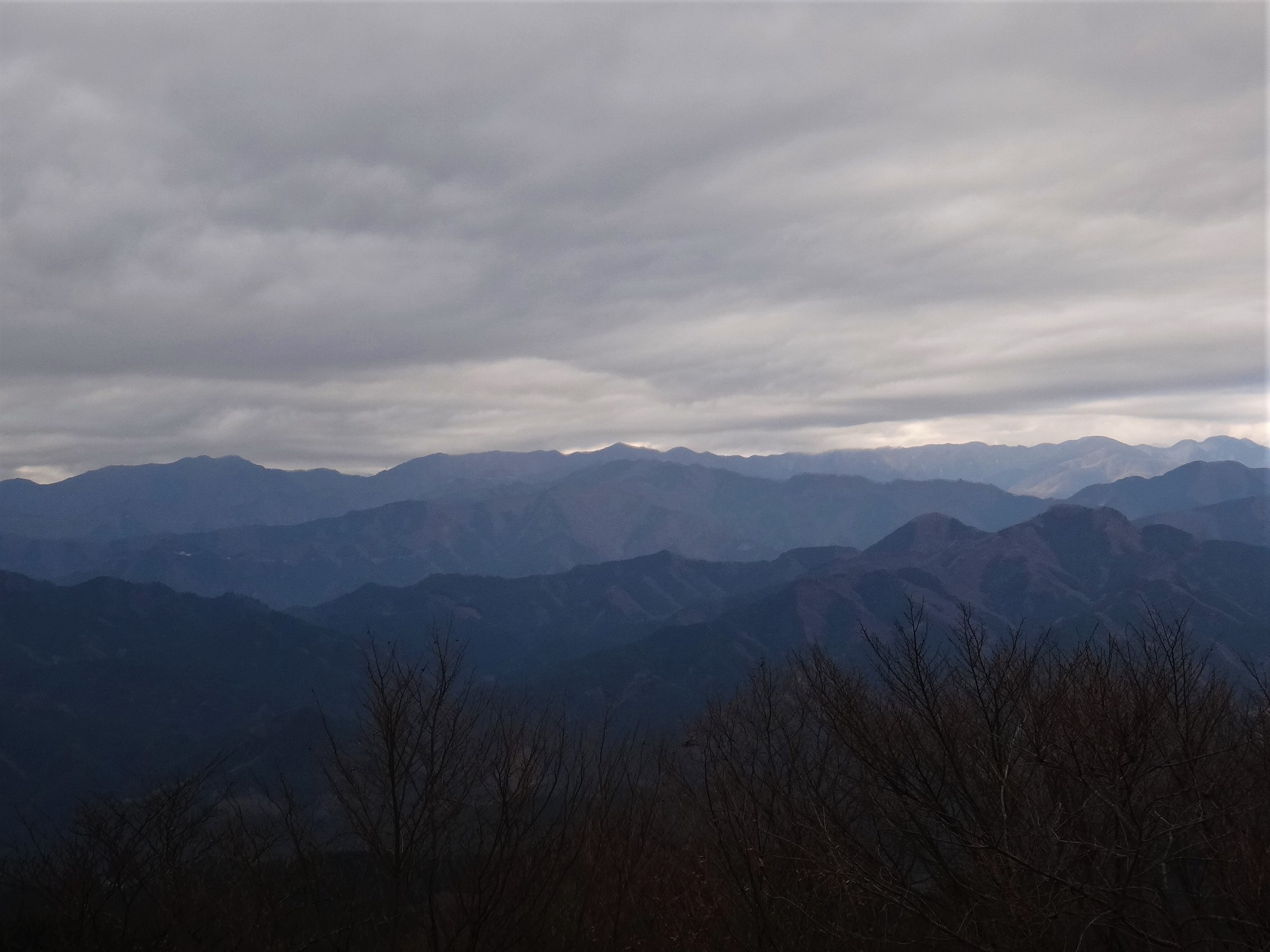
西南西の眺望 最奥左端に川苔山、最奥右端に酉谷山
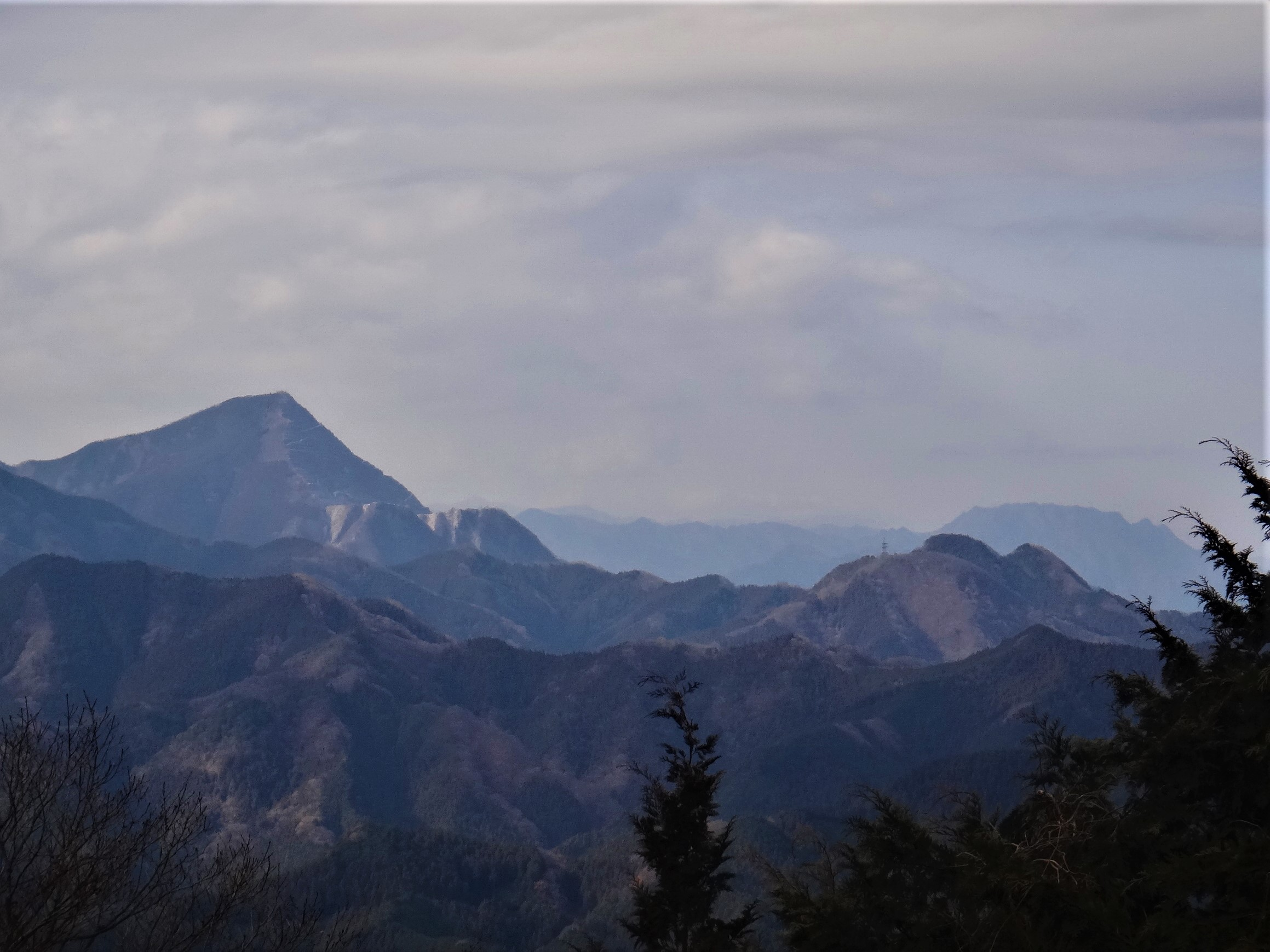
西の眺望 左に武甲山、最奥右に両神山

## アクセス
- 自動車 - 奥武蔵グリーンライン沿いに入口がある。
- 徒歩 - 飯能側、越生側双方から複数のハイキングコースが設定されている[2][1][3][4]。西武秩父線西吾野駅から徒歩2時間あまり。東武越生線・八高線越生駅からは黒山まで路線バスが出ている。

## 関八州見晴台を舞台にした作品
- ネイチャーパイロット　天沼俊のアウトドア漫画。第1話に登場。
- ヤマノススメ　主人公のあおいとひなたが山珈琲に挑戦。

## 周辺
- 高山不動尊（高貴山常楽院）の奥の院がある。
- アマチュア無線飯能レピーター「439.24 MHz」がある。